# (8534) Knutsson
(8534) Knutsson est un astéroïde de la ceinture principale.

## Description
(8534) Knutsson est un astéroïde de la ceinture principale. Il fut découvert le 17 mars 1993 à La Silla par Claes-Ingvar Lagerkvist. Il présente une orbite caractérisée par un demi-grand axe de 2,88 UA, une excentricité de 0,04 et une inclinaison de 3,0° par rapport à l'écliptique.

## Compléments